# Альбіновська-Мінкевич Софія Юліанівна
Софі́я Юліа́нівна Альбіно́вська-Мінке́вич (30 листопада 1886, Клагенфурт — 30 червня 1972, Львів) — польська та українська художниця: живописиця та графкиня; членкиня Спілки радянських художників України з 1939 року. Дружина архітектора Вітольда Мінкевича з 1922 року.

## Життєпис
Народилася 18 [30] листопада 1886 року в місті Клагенфурті (нині Клагенфурт-ам-Вертерзе, Австрія) в сім'ї подружжя Броніслави з Лісковських та генерала Війська польського Юліуша Альбіновського. З 1901 по 1906 рік навчалась в художніх школах у Відні: з 1901 року — у приватній школі австрійського художника Гайндріха Штребльова, у 1902—1906 роках — у приватній школі австрійських художників Франца Гогенберґа і Фердинанда Крюї. З 1906 по 1909 рік проживала в Парижі, де спочатку навчалась в Академії Колароссі, а пізніше у Національній вищій школі красних мистецтв. У цей період подорожувала країнами Європи, відвідала Велику Британію, Бельгію, Нідерланди та Італію. З 1909 по 1912 рік продовжила навчання у Відні, у Школі ужиткового і декоративного мистецтва (учителі з фаху — Г. Гогенбергер, К. Мозер, Ф. Гумперт).
З 1912 року мешкала й працювала у Львові де, крім живопису, займалася і математикою, навчалась у Цісарсько-королівській політехнічній школі та Львівському ліцеї. Була активною учасницею мистецького життя міста, організаторкою та у 1917—1939 роках головою жіночого мистецького об'єднання «Союз Львівських мисткинь». Також з 1922 по 1939 рік була заступницею голови «Товариства приятелів образотворчих мистецтв у Львові». У 1926 відвідала Сицилію. Під враженням від поїздки написала низку картин, які демонструвала на художніх виставках у Львові.
Мешкала у Львові в будинку на вулиці Палія, № 3, квартира № 5. Померла у Львові 30 червня 1972 року. Похована на Личаківському цвинтарі (поле № 2).

## Творчість
Працювала в галузі станкового живопису в жанрах натюрморту, пейзажу, портрету (олія, пастель, офорти, літографії, рисунки). Серед робіт:
- «Бретонка» (1908);
- «Рибалка» (1908);
- «Жіночий портрет» (1909);
- «Автопортрет в жовтій шалі» (1913);
- «Троянди» (1920);
- «Інтер'єр» (1932);
- «Цвіт яблуні» (1953);
- «Червоні троянди» (1955);
- «Квіти» (1956);
- «Цикламени» (1960);
- «Натюрморт з трояндою та книгою» (1960);
- «Гладіолуси та виноград» (1961);
- «Морозний день» (1963);
- «Старий фарфор» (1967);
- цикли замальовок і літографій
  - «Краєвиди з Парижа» (1907—1909);
  - «Краєвиди з Британії» (1909);
  - «Краєвиди з Гданська» (1923);
  - «Краєвиди Сицилії» (1926).

Брала участь у художніх виставках з 1908 року, всеукраїнських з 1945 року, всесоюзних з 1947 року. Зокрема 1934 року у Варшаві та 1938 року у Кракові. У 1940 році експонувалася на Виставці образотворчого мистецтва західних областей України і народної творчості гуцулів в Москві, у 1949 році на 2-й виставці творів львівських радянських художників у Львові, 1954 року на Обласній виставці, присвяченій 300-річчю возз'єднання України з Росією у Львові і Києві, 1957 року на Ювілейній художній виставці Української РСР в Києві та інших. Еспонувалася також в Парижі і Нью-Йорку. Персональні виставки відбулись у Львові у 1929, 1939, 1956 роках та у 1972 році посмертна.
Твори зберігаються у Львівській національній галереї мистецтв, Національному музеї у Львові, Івано-Франківському художньому музеї, приватних колекціях.